# كأس السوبر الكويتي 2014
كأس السوبر الكويتي 2014 هي مباراة أُقيمت في 15 أغسطس 2014 بين نادي الكويت ونادي القادسية. المباراة جمعت بين بطل الدوري الكويتي وبطل كأس الأمير الكويتي، وكانت المباراة بداية انطلاق الموسم الكروي الكويتي لعام 2014 وهو سابع سوبر كرة قدم يُقام في الكويت وفاز بها نادي القادسية بنتيجة ثلاثة أهداف مقابل هدفين.

## المباراة
| نادي الكويت الكويتي                    | 2 – 3 | نادي القادسية الكويتي                                 |
| -------------------------------------- | ----- | ----------------------------------------------------- |
| رافائيل باستوس 63' · شريدة الشريدة 86' |       | بدر المطوع 22' · دانييل سوبوتيتش 45' · بدر المطوع 69' |

## البطل
| كأس السوبر الكويتي 2014 |
| ----------------------- |
| القادسية اللقب الرابع   |
|                         |